# Леон Бота
Леон Бота (англ. Leon Botha 4 червня 1985 — 5 червня 2011) — південноафриканський художник, музикант і діджей. Також відомий як один з небагатьох людей, хворих на прогерію, які дожили до 26-річного віку.

## Біографія
Бота народився в ПАР, в місті Кейптаун, де і прожив до самої своєї смерті. У Леона діагностували прогерію вже у віці чотирьох років, що і вплинуло на все його подальше життя кардинальним чином.
Леон відомий не тільки як музикант і діджей, але і як художник, хоча він не отримав спеціальної освіти в галузі мистецтва, якщо не брати до уваги школи, де він два роки присвятив вивченню живопису і дизайну ювелірних виробів. Після закінчення школи став художником і почав виконувати приватні замовлення.
У 2005 році Бота успішно переніс операцію на серці в цілях профілактики серцевих нападів через атеросклероз, пов'язаного з прогерією. У січні 2007 року Леон організував свою першу персональну художню виставку під назвою Liquid Sword; I am HipHop, темою якої стала хіп-хоп культура як спосіб життя. Виставка проходила в галереї Rust-en-Vrede в Дурбанвілі. Друга його виставка була відкрита в березні 2009 року і була заснована на житті художника. У січні 2010 року ним була проведена його перша фотовиставка під назвою «Who Am I? ... Transgressions» у співпраці з Гордоном Кларком (Gordon Clark), в Кейптаунській галереї Joo Ferreira Gallery.
Бота займався діджєїнгом і тернтейблізмом, різновидом діджеїнгу, під псевдонімом DJ Solarize. Крім того, він співпрацював з південноафриканським гуртом Die Antwoord і знявся в їх відеокліпі на пісню Enter the Ninja.

## Смерть
У листопаді 2010 року Бота переніс інсульт, і з тих пір його здоров'я постійно погіршувалося. Леон Бота помер 5 червня 2011 року від прогерії всього через один день після свого 26-го дня народження. Леон був одним з «довгожителів» за такої хвороби, звичайна тривалість життя хворих прогерією в два рази менше — 13 років.